# Johannes Goropius Becanus

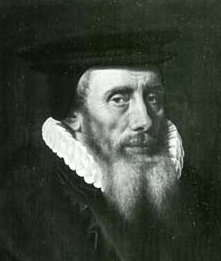
Johannes Goropius Becanus

Johannes Goropius Becanus, die latinisierte Form seines ursprünglichen Namens Jan van Gorp van der Beke, französisch Jean Becan, (* 23. Juni 1519 in Gorp; † 28. Juni 1572 in Maastricht) war ein niederländischer Arzt, Linguist und Humanist.
Van Gorp deutet auf seinen Geburtsort hin, ebenso wie van der Beke (das nahe Gorp gelegene heutige Hilvarenbeek).

## Leben
Er studierte in Löwen und war Leibarzt der Schwestern von Kaiser Karl V., Maria von Ungarn und Eleonore von Kastilien, in Brüssel. Ein Angebot, Leibarzt von Philipp II. zu werden, schlug er aus und ließ sich 1554 als Stadtarzt in Antwerpen nieder, widmete sich dort aber vornehmlich humanistischen Studien. Er war weitgereist (Italien, Frankreich, Großbritannien, Deutschland, Spanien). Seine letzten Jahre lebte er in Lüttich. Er erkrankte in Maastricht, wohin ihn der Herzog von Medina als Arzt bestellte. Er liegt in der Franziskanerkirche von Maastricht begraben.
Er galt als großer Gelehrter, der viele Sprachen sprach und lateinische Gedichte schrieb, aber auch als Enthusiast, der schnell von den eigenen Ideen davongetragen wurde.
Bekannt ist er vor allem durch sein Buch Origines Antwerpianae von 1569 (Antwerpen: Plantin) vor allem über Lokalgeschichte und Anekdoten aus Antwerpen, ein umfangreiches Werk von über 1000 Seiten.
Er versuchte auch nachzuweisen, dass die ursprüngliche Sprache der Menschheit (wie sie im Paradies gesprochen wurde) Brabantisch war, wegen der vielen kurzen Wörter. Zum Beweis versuchte er lateinische und hebräische Wörter aus dem Brabantischen abzuleiten. So leitete er Adam aus Hath-Dam (Damm gegen den Hass) ab und Eva aus Eed-Vat (das Fass des Eides, aus dem der Mensch hervorging oder das Wort geboren wurde). Das Paradies lag nach ihm in Brabant. Auch ägyptische Hieroglyphen waren nach ihm in Brabantisch verfasst. Als dies in den 1580 erschienen Gesammelten Werken (Opera Joannis Goropii Becani, erschienen bei Plantin in Antwerpen) bekannt wurde, wurde er posthum überwiegend das Ziel von Spott: Gottfried Wilhelm Leibniz bezeichnete solche etymologischen Absurditäten als „Goropismen“. Joseph Scaliger tat kund, niemals größeren Unsinn gelesen zu haben. Auch Hugo Grotius (der selbst linguistischen Theorien nachging) und Justus Lipsius wiesen seine Theorien zurück, seine Lokalisierung des Paradieses in demjenigen Teil Belgiens, welcher heute Flandern heißt, lebte aber in der Volkserinnerung fort.

## Beiträge zur Geologie
Wie der Geologie-Historiker François Ellenberger (1915–2000) fand, ist er mit seinem Buch Origines Antwerpianae auch ein Pionier der Geologie. Dem Buch ist zu entnehmen, dass er selbst in den Alpen nach Fossilien suchte und Muschelfossilien auf Bergspitzen fand, ebenso wie im Pariser Becken (Steinbrüche im Untergrund von Paris) und in seiner näheren Heimat Belgien (Ardennen, Muschelbänke bei Brunnenbohrungen im Untergrund von Antwerpen). Das unterscheidet ihn von anderen frühen Gelehrten, die sich mit Fossilien befassten, aber nicht selbst sammelten oder vor Ort studierten. Er erwähnt fossile Haizähne, die sich bei Antwerpen häufig finden, darunter auch erheblich größere als bei rezenten Arten bekannt (von Megalodon aus dem Miozän). Auch ausgestorbene Lebensformen erwähnt er, in Form pyritisierter Ammoniten, die er in England in einer Sammlung sah, und Funde von "Giganten" (Zähnen fossiler Elefanten) in einem Abschnitt mit dem Titel Gigantomachia. Er wendet sich gegen die Ansichten von Jean Chaussanion und anderen (1580), sie wären Überbleibsel von Riesen. Über die Erklärung des Ursprungs von Fossilien schwankt seine Meinung. Einerseits sieht er deutlich die Verwandtschaft mit heutigen Meerestieren, andererseits widerstrebt es ihm, eine mehrfache Überflutung etwa seiner Heimat Belgien in der Vergangenheit anzunehmen (seiner Ansicht nach belegen Bibelstellen, dass Gott Land und Meer streng trennte, von der Sintflut abgesehen) und er sieht die Funde von Muschelfossilien auf Bergspitzen gerade als Argument gegen solche Erklärungen. Er kennt die antiken Autoren genau und erläutert ausführlich deren Argumente, entscheidet sich dann aber für eine Theorie der sekundären Erzeugung von Fossilien durch der Natur innewohnende Formungskräfte ähnlich wie bei Aristoteles.
Der Streit über den Ursprung der Fossilien war ein Hauptthema und zentraler Punkt der frühen Geologie zwischen Anhängern einer überkommenen Theorie der Möglichkeit spontaner Erzeugung und frühen Vorläufern der Neptunisten, die (wie Nicolaus Steno) die moderne Auffassung vertraten, sie seien Überbleibsel von Lebewesen.